# The Dinosauria
The Dinosauria es un extenso libro sobre dinosaurios, compilado por David B. Weishampel, Peter Dodson y Halszka Osmólska. Ha sido publicado en 2 ediciones, la primera publicada en 1990 consta de material de 23 científicos. La segunda edición, revisada en gran medida, se publicó en 2004, con material de 43 científicos. Ambas ediciones fueron publicadas por University of California Press.
El libro cubre una amplia variedad de temas sobre los dinosaurios, incluyendo su sistemática, anatomía e historia, y ha sido alabado como «la mejor obra de referencia académica disponible en dinosaurios» y «un compendio históricamente sin precedentes de información» y por Padian (1991) como una «obra monumental» que cuenta con el trabajo de 23 especialistas en dinosaurios: «un clásico instantáneo».

## Ediciones
Weishampel, D. B., Dodson, P., & Osmólska, H. (1990). The Dinosauria. Berkeley: University of California Press.

Weishampel, D. B., Dodson, P., Osmólska, H., & Hilton, Richard P. (2004). The Dinosauria. University of California Press.